# Принс, Дерек
Петр Принц Дерек Воган (14 августа 1915 года, Бангалор — 24 сентября 2003 года, Иерусалим) — проповедник, известный толкователь Библии, автор более 60 книг, 600 аудио- и 150 видео обучающих кассет, многие из которых были переведены и изданы более чем на 100 языках. Его ежедневная радиопрограмма «Сегодня с Дереком Принсом» транслировалась во многих странах, включая переводы на русский, английский, китайский, испанский, арабский, малайский, хорватский, монгольский и другие языки.

## Краткая биография
Дерек Принс являлся одним из ведущих комментаторов Библии двадцатого столетия. Неденоминационный, несектантский подход Дерека к духовным истинам сделал его учение доступным для людей разных национальностей и религиозных взглядов. Основной дар Дерека заключался в толковании Библии и объяснении того, чему она учит, ясным и простым образом. В рамках программы всемирной евангелизации книги и кассеты Дерека бесплатно рассылались в христианские страны третьего мира, коммунистические страны и страны Дальнего Востока.
Несмотря на то, что Дерека Принса уже нет в живых, его служение «Derek Prince Ministries» всё ещё живо — оно функционирует в 115 странах, на каждом материке и в каждом часовом поясе..

## Ранние годы жизни
Дерек Принс родился в 1915 году в Индии, в городе Бангалор. Его отец, Пол Эрнест, был офицером, а мать, Гвендолин, — дочерью генерал-майора Роберта Эдварда Вогана. В возрасте 5 лет родители отдали Дерека на попечение бабушке и дедушке, проживающим в Великобритании. В школьной системе того времени и в классе, и на спортивных занятиях поддерживался дух соревнования. Дерек с энтузиазмом и успехом участвовал в занятиях спортом и академически он обычно был впереди всего класса. Навыки прилежания и вдумчивости, привитые ему в детстве, помогали ему удерживать эту позицию. Когда Дереку исполнилось 13 лет, его классный наставник занёс его имя для участия в конкурсном экзамене на место в Итон Колледже, и он был одним из 14 мальчиков своего возраста, которые был приняты в студенты Королевского Колледжа. Подобно другим ребятам его возраста он начал изучать латынь в возрасте 9 лет и греческий в возрасте 10 лет, и к 12 годам он переводил и писал стихи на обоих языках.
Во время своего пятилетнего пребывания в Итоне он был крещён и прошёл конфирмацию в Англиканской церкви и посещал требуемые церковные службы. Тем не менее, в возрасте 18 лет он решил: «религия не много мне даёт», и посещал часовню в Королевском Колледже только, когда приходила его очередь читать урок. Изучая классику, Дерек стал больше увлекаться царством идей и потянулся к философии.
Окончив Итонский колледж, он поступает в Кембриджский университет, где его избирают в качестве старшего студента-исследователя (1938—1940 гг.). Его специализацией стала философия Платона. В 1940 году, в возрасте 24-х лет, защитив диссертацию по теме «Эволюция платоновского метода определения», он был избран в Совет Королевского Колледжа в Кембридже, и он становится преподавателем античной и современной философии. Однако, академическая карьера Дерека была грубо прервана Второй мировой войной.

## Покаяние
На основе своих философских убеждений Дерек Принс избрал нестроевую службу, которую начал рядовым Королевского Армейского Медицинского Корпуса. В это время он решил взглянуть на другую философию, о которой знал очень мало. Он купил новую Библию в чёрной обложке в качестве «материала для чтения» в армии. Первые 9 месяцев в армии он прокладывал свой путь через Библию, находя её смущающей и ставящей в тупик, что было не похоже ни на одну книгу, которую он когда-либо читал. Он сказал: «Я не мог подвести её под какую-либо категорию. Была ли она историей, философией литературой, теологией, поэзией — или даже божественно вдохновлённой?».
По словам Дерека, в июле 1941 года, в казарме в Йоркшире, где он служил в медицинском корпусе Британской Королевской армии, он пережил чудесную встречу с Богом. Вспоминая то сверхъестественное переживание, Дерек сказал:

«Из этой встречи я сделал два вывода, которые у меня никогда не было причины менять: первый — Иисус Христос жив; второй — Библия является истинной, уместной и современной книгой. Эти два вывода радикально и навсегда поменяли весь курс моей жизни. В тот же момент Библия стала ясна и понятна мне. Молитва и общение с Богом стали так же естественны, как и дыхание. Мои главные желания, мотивы и цели в жизни преобразились в одночасье. Я нашёл то, чего искал! Смысл и цель жизни — это Личность!»

В одной из своих книг Дерек Принс, давая описание событиям, произошедшим на следующий день, пишет:

«Прекрасным поэтическим языком Господь обрисовал картину того, что лежало передо мной по Его предназначению. Эта картина содержала сцены и образы, которые никогда не могли бы произойти из моего воображения. Также моя память не смогла всех их удержать. Однако, есть фраза, которая неизгладимо запечатлелось в моем уме — „Это будет подобно маленькому ручейку. Маленький ручеёк станет рекой; речка станет большой рекой; большая река станет морем, и море станет могучим океаном…“ Каким-то образом я знал, что эти слова заключали в себе ключ к Божьему предназначению для моей жизни».

Почти сразу же после сверхъестественного обращения Дерека отправляют в Северную Африку. Здесь Дерек Принс заражается очень тяжёлым кожным и нервным заболеванием, которое в том климате и тех условиях не поддавалось лечению. Попытки врачей вылечить молодого солдата оказались безнадёжными и не дали совершенно никаких положительных результатов. Читая Библию и ища ключи к получению исцеления, Дерек начинает трижды в день молиться, прося Бога исцелить его. Результатом его молитв стало полное и сверхъестественное выздоровление, о котором он впоследствии вспоминал:

«Во время Второй Мировой войны, служа в медицинском подразделении в Северной Африке, я заболел кожным и нервным заболеванием, которое, в том климате и тех условиях, не поддавалось лечению. Четыре месяца подряд я был прикован к больничной койке. В конце концов, год спустя меня выписали из госпиталя по собственному желанию, так и не вылечив. Я решил отказаться от всякого лекарства или лечения и прибегнуть к обетованию Божьему, о котором говорится в Притчах 4:20-22, чтобы опробовать его лично. Три раза в день я уединялся с Богом и Его Словом, прося в молитве, чтобы Его Слово сделало для меня то, что оно обещало — чтобы оно стало здоровьем для всего моего тела. Климат, питание и все остальные внешние обстоятельства были как нельзя хуже. Даже здоровые мужчины вокруг меня заболели. Тем не менее, только через Божье Слово, не прибегая ни к каким иным средствам, я очень скоро выздоровел, полностью и навсегда. Я принял не просто физическое исцеление, но и стал совершенно другим человеком. Библия обновила мой разум, изменила мои приоритеты, ценности и отношение к жизни».

Оглядываясь на три года, проведённых в пустынях Египта, Ливии и Судана, он говорил, что он был «на воспитании в пустыне». Он изучал Библию с такими же прилежанием и тщательностью, которые были свойственны его академической карьере. Он также открыл эффективность поста вместе с молитвой.

## Брак и служение
Дерек Принс был женат дважды. Первый его брак был заключён с Лидией в 1946 году, а второй, после смерти Лидии, — с Руфью, в 1978 году. По словам Дерека, и с Лидией, и с Руфью его соединил Сам Господь, дав ему прямое и личное откровение о Божьей Воле на брак и с той, и с другой женщиной. Дерек Принс верил, что путь, по которому Бог вёл его, полностью совпадал с классическим библейским образцом вступления в брак, в котором автором брачного союза между мужчиной и женщиной является не человек, а Бог. Результатом этих двух чудесных браков стала вышедшая в свет в 1986 году книга под названием «Бог — Автор брачных союзов»

## Конец жизни и духовное наследие
Признанный в международном масштабе как учитель и духовный патриарх пятидесятнического движения, Дерек Принс учил людей и служил им в течение более шестидесяти лет на шести континентах. По его словам, за эти годы служения он выучил всю Библию в переводе Короля Якова наизусть. В 2002 году он сказал: «Моё желание — и как я верю, что это желание Господа — чтобы работа этого служения, которое Бог начал через меня более шестидесяти лет назад, продолжалась вплоть до прихода Иисуса».
Дерек Принс умер 24 сентября 2003 года, в возрасте 88 лет после ряда хронических заболеваний. Он скончался во сне в своём доме в Иерусалиме. Однако вплоть до последних дней своей жизни он пребывал в служении, к которому Бог призвал его, путешествуя по всему миру, провозглашая Библию, молясь за больных и страдающих, делясь своим пророческим видением на мировые события в свете Писания. За свою более чем полувековую работу на Божьей ниве он оставил огромное наследие в звуко- и видеозаписи и книгах, которые и по сей день используются многими христианами по всему миру.
Некогда основанное Дереком Принсом служение «Derek Prince Ministries» (или сокращённо DPM) сегодня осуществляет ту же самую деятельность, которую раннее осуществлял он — то есть «Достигает недостигнутых и обучает необученных!» (именно под этим девизом проповедовал Евангелие Дерек Принс). Дерек Принс Министрис (Служение Дерека Принса) со штаб-квартирой в городе Шарлотт (штат Северная Каролина, США) занимается распространением книг и учебных материалов Дерека Принса и переводом их на разные языки, обучением миссионеров, церковных лидеров и рядовых верующих через свои офисы, находящиеся во многих странах мира.
В наши дни DPМ (Служение Дерека Принса) совершает работу в 115 странах, на каждом материке и в каждом часовом поясе. Каждый из офисов был основан человеком, который услышал от Бога призыв поддерживать это служение в своей стране и регионе. Каждый из офисов управляется советом директоров, но ответственность за всемирное координирование и планирование несёт международный совет.

Derek Prince Ministries существует для того, чтобы взращивать и обучать учеников Иисуса Христа через библейское учение Дерека Принса. Наша цель заключается в достижении всех народов мира посредством учения Дерека Принса на том языке, который они смогут понять, используя каждый тип носителя и все формы распределения, независимо от экономических средств получателей. Мы стремимся «достичь недостигнутых и научить необученных» с чистыми истинами Слова Божьего во всех странах, особенно в странах, где есть преследования, или политические, религиозные и экономические угнетения.
— Сайт служения «Derek Prince Ministries»

## Учение
Дерек Принс не придерживался учений церквей, объясняя их требованием соблюдать собственные правила, которые не обязательно соблюдать согласно Писанию.
Он выделял грех законничества, считая его самым распространённым:

Когда мы отворачиваемся от благодати Божьей и возвращаемся к человеческим усилиям по достижению праведности, то наше сердце удаляется от Господа. Когда мы полагаемся на свою способность жить «христианской жизнью» и соблюдать её нормы, то мы надеемся на человека, на свою плотскую силу, и это приводит нас под проклятие. Это звучит удивительно для многих христиан. Но это так точно описывает ситуацию, сложившуюся в церкви сегодня. Должен сказать, что церковь имеет много проблем, но самая большая и самая распространённая проблема сегодняшней церкви — это религиозно выглядящее законничество.

Сказанное в книге пророка Иеремии, 17:5: «Проклят человек, который надеется на человека и плоть делает своею опорою, и которого сердце удаляется от Господа» прокомментировал так:

Я думаю, что многие христиане, как лично, так и целые деноминации и церкви, находятся под проклятием. Они лишаются благословений Божьих, потому что они променяли водительство Святого Духа на свои собственные плотские усилия, свои собственные правила.

Он считал, что большая часть христианских деноминаций и церквей виновны в том, что отодвинули в сторону азы христианского вероучения и создали множество учений, обрядов и традиций, которые не имеют под собой библейское основание и которые не практиковались в первоапостольской церкви, изображённой в Слове Божьем.

Я верю, что пришло время вымести мусор религиозных традиций, которые обволакивали туманом чистое откровение Нового Завета, и опять установить служение Церкви на твёрдом основании — Иисусе и Евангелии.

### «Христианство — это не свод правил»
В своих проповедях Дерек учил, что Божье благословение невозможно заработать, соблюдая разного рода религиозные предписания или обряды, так как оно уже доступно каждому верующему благодаря жертвенной смерти Иисуса Христа на кресте.

Однажды я выступал перед большой аудиторией и случайно сказал такие слова: «Христианство — это не свод правил». И вдруг я увидел удивление на лицах большинства собравшихся христиан и осознал, что сказал то, о чём они никогда не задумывались. Но я повторю ещё раз: христианство — это не соблюдение набора правил. Христианство — это взаимоотношения с личностью. И этой личностью является Иисус Христос. А взаимоотношения с Ним строятся через другую личность — Духа Святого.

Всё, что нужно было сделать для искупления человеческого греха и приобретения прощения и спасения для всех людей, уже совершено через страдание и смерть Христа на кресте. Говорить, что человек должен сделать ещё что-то, сверх того, что уже сделал Христос, значит отвергнуть свидетельства Слова Божьего и ни за что почитать эффективность Христова искупления. В свете этого, любая попытка человека заработать спасение либо полностью, либо частично своими добрыми делами, является оскорблением и Бога Отца и Бога Сына и, фактически, заявлением о том, что дело искупления и спасения, задуманное Отцом и исполненное Сыном, в какой-то степени несовершенно и незавершенно. Это противоречит свидетельству всего Нового Завета.

Вы не получите водительства Святого Духа, придерживаясь какого-нибудь набора правил. Множество христианских церквей сегодня говорят о том, что они не под законом Моисея, но при этом они составляют свой собственный набор правил. В действительности практически все деноминации имеют свой собственный небольшой закон. Хочу сказать вам, что если данный Богом закон Моисеев был бессилен сделать людей праведными перед Богом, то тем более никакой другой деноминационный закон или набор правил не сможет изменить что-либо в людях. И не надейтесь, что таким образом можно достичь хоть какой-нибудь зрелости. Вам необходимо покаяться, если вы находитесь в законническом состоянии. Покайтесь и обратитесь к жизни под водительством Святого Духа.

Альтернативой соблюдению религиозных правил и предписаний, как верил Дерек Принс, является знание Божьей воли для своей жизни и её исполнение.

Есть три вещи, которые отличают истинных последователей Господа, Его учеников, Его народ. Во-первых, они слышат Его голос (они знают Его, распознают Его голос, принимают Его голос). Во-вторых, Он знает их, признаёт их. В-третьих, они следуют за Ним. И это не вопрос деноминационных ярлыков: Иисус не католик, не протестант, не баптист, не методист, не пресвитерианин и не пятидесятник. Он не говорит: «Мой народ придёт ко Мне из такой-то деноминации или группы». Но Иисус как бы говорит: «Отличительная черта Моего народа, которая выделяет его из среды всех других людей, которая делает их другими и делает их Моими, — это то, что они слышат голос Мой. Я знаю их, и они следуют за Мной». … Позвольте мне с любовью заметить, что Иисус не сказал: «Мои овцы читают Библию». Я верю, что крайне важно читать Библию, но этого недостаточно, потому что многие люди читают Библию, но не слышат голоса Господа. Не чтение Библии делает нас способными следовать за Иисусом, а слышание Его голоса. «Мои овцы слышат голос Мой, и Я знаю их, и они идут за Мной».

Мы должны смириться, быть покорны и открыты к научению. Многие люди читают Библию предвзято. У них уже есть собственное мнение: что Бог может сказать, а что не может. И когда Бог в действительности говорит или делает что-то, противоречащее их «уверенности» (их пониманию), они отвергают это и просто теряют свою способность слышать. Они сами «закрыли» свои уши от Божьего голоса. Они становятся глухими из-за своих собственных предубеждений или деноминационных предрассудков. Большинство людей, принадлежащих к самым разным деноминациям, читают Библию с точки зрения своей деноминации. И если их деноминация не верит во что-то, то они считают, что это не может быть от Бога. Поверьте мне: в Библии есть много мест, которые в церкви можно услышать крайне редко, и я не думаю, что где-то есть какая-то деноминация, которая совершенно правильно понимает абсолютно всё. Часто люди не принимают чего-то, о чём они не слышат в церкви. И если мы будем ожидать от Бога, что Он будет говорить только то, о чём нам уже говорили в церкви, то мы окажемся духовно глухими. Мы упустим то, что Бог хочет сказать нам.

### Исцеление
Дерек Принс считал, что исцеление законно принадлежит всем верующим благодаря искупительной жертве Иисуса Христа, как об этом сказано в Исаии 53:5 и в 1-м Петра 2:24. Он также считал, что каждый верующий человек по праву может востребовать библейское обетование исцеления через веру в Иисуса Христа.
В «Основах учения Христова», комментируя разговор Иисуса с хананеянской женщиной в 15-й главе Евангелия от Матфея, Дерек Принс пишет:

Иисус называет исцеление хлебом для детей; другими словами, это часть хлеба насущного детей Божьих на каждый день. Это не роскошь, о которой нужно совершать особые петиции, и которую они могут или получить, или не получить. Нет, это их «хлеб», часть насущного, необходимого рациона от небесного Отца.

Дерек не только учил, но и практиковал исцеление на своих служениях. Однажды, когда он молился за исцеление в одном из городов ЮАР, один профессор теологии опрашивал людей, которые получали молитву об исцелении и исцеление, записывал их адреса и все детали происшедшего. Он поддерживал связь с этими людьми в течение 6 месяцев, и, по его словам, около 75 % сохранили своё исцеление. Почти каждый из них был испытан в период шести недель с момента исцеления, и именно в этот момент некоторые потеряли исцеление. Впоследствии этот профессор использовал свои наблюдения в качестве теологического документа в богословском университете.

### Изгнание бесов
Когда Дерек Принс лицом к лицу столкнулся с тем фактом, что рождённые свыше верующие могут быть одержимы нечистыми духами, он пришёл к пониманию, что некоторые его взгляды на Писание находятся в противоречии с учением пятидесятнической церкви. В книге под названием «Они будут изгонять бесов» он приводит своё личное свидетельство:

«Могут ли христиане нуждаться в освобождении от бесов? Этот вопрос мне задавали намного чаще всех остальных. Часто он задаётся недоверчивым тоном, подразумевая, что ответ ясен: „Нет!“. Одно время официальное издание одной большой деноминации классифицировало Дона Бэшэма и меня как еретиков, потому что мы изгоняли бесов из христиан. „Что нам делать? — спросил я Дона. — Пусть их бесы остаются в них?“ Обвинение против нас основывалось, конечно, на предположении, что христиане никогда не могут иметь бесов, которых надо изгонять. (Позже это обвинение было, очевидно, забыто, так как церкви, принадлежащие этой деноминации, неоднократно приглашали меня служить им в освобождении). Больше чем за тридцать лет, я никогда не слышал реального доказательства доктринальной позиции, подтверждённого Писанием, что христиане не могут нуждаться в освобождении от бесов».

«Я не смог найти ни одного места Писания, подтверждающего, что бесы автоматически оставляют человека, принимающего Иисуса своим Господом. Фактически, служение Филиппа в Самарии показывает противоположное. Если бы бесы уходили автоматически, когда люди уверуют и принимают крещение, зачем тогда Филипп тратил время и энергию, изгоняя бесов? Он просто мог крестить новоуверовавших, и это могло уничтожить бесов. Логически, если евангелист не следует образцу, показанному Филиппом в проповеди Евангелия и изгнании бесов, то многие уверуют и получат крещение, но не будут освобождены от бесов. Это происходит со многими современными христианами. … У нас нет библейского основания для утверждения, что эта свобода приходит автоматически. Где бы мы ни обнаруживали бесов, ответ Писания — это изгонять их, применяя данную нам власть Христа».

### Отношение к сверхъестественному
Дерек Принс верил, что сверхъестественные переживания для современных христиан должны быть тем же, чем они были для первых христиан — то есть «не чем-то случайным или дополнительным; но неотъемлемой частью всей их христианской жизни».

Если мы изучаем Новый Завет с открытым умом, мы вынуждены признать, что вся жизнь и все переживания первых христиан были пронизаны сверхъестественным. Сверхъестественные переживания не были чем-то случайным или дополнительным; они были неотъемлемой частью всей их христианской жизни. Их молитва была сверхъестественна; их проповедь была сверхъестественна; они имели сверхъестественное водительство; сверхъестественную силу; сверхъестественное передвижение; сверхъестественную защиту. Уберите сверхъестественное из книги Деяний, и у вас останется нечто бессмысленное или несуразное. Со времени сошествия Духа Святого в Деяниях 2 и всё время после этого, нет такой главы в этой книге, где бы не шла речь о сверхъестественном.
В описании служения Павла в Ефесе, в Деяниях 19:11, мы находим следующую интересную фразу: «Бог же творил не мало чудес руками Павла». Там, где в русском переводе, употреблена фраза «не мало чудес», в греческом оригинале сочетанию «не мало» соответствует слово, которое можно было бы перевести как «такие чудеса, которые случаются не каждый день». Чудеса были нормальным явлением в Первой Церкви. Обычно они не вызывали ни особого удивления, ни комментариев. Но те чудеса, которые произошли здесь в Ефесе во время служения Павла, были такими, что упоминаются особо.
В скольких церквях сегодня нам пришлось бы упомянуть эту фразу — «чудеса, которые случаются не каждый день»? В скольких церквях чудеса вообще случаются, не говоря уже о том, что каждый день? Всё дело в том, что там, где мы не видим и не переживаем сверхъестественное, мы не имеем права говорить о Новозаветном христианстве. Эти два понятия — сверхъестественное и Новозаветное христианство — неразрывно связаны.
Без сверхъестественного у нас может быть Новозаветная догматика, но это только догматика, а не опыт. О такой догматике, оторванной от сверхъестественных переживаний, говорится во 2-м Коринфянам 3:6: «…потому что буква убивает, а дух животворит». Только Святой Дух может оживить букву учения Нового Завета и сделать учение живым, личным, сверхъестественным образом жизни для каждого верующего.

Церкви Христовой в целом нужно принять вызов, брошенный Павлом в 1-м Коринфянам 4:20: «Ибо Царство Божие не в слове, а в силе». … Дело не в тех словах, что мы говорим, а в той силе, которая делает наши слова эффективными. Ключом к такой духовной силе является крещение Духом Святым. И заменить это ничем нельзя.

## Книги
За всю свою жизнь Дерек написал свыше 60 книг, которые были переведены более чем на 100 языков и продавались огромными тиражами в разных странах мира. Среди всех своих книг Дерек больше всего ценил одну — «Основы учения Христова». Это книга, которая подробнейшим образом рассматривает 6 начатков (или основ) учения Иисуса Христа, перечисленных в Послании к Евреям 6:1-2.

Если бы из всего написанного мной мне предложили выбрать одну единственную книгу, которую я бы смог оставить для Тела Христова, я бы, не раздумывая, выбрал «Основы учения Христова».

Список книг Дерека Принса:
1. «Библия, философия и сверхъестественное»
2. «Библейское лидерство. Наблюдайте за собой, или ключи к успешному лидерству»
3. «Благая Весть Царства»
4. «Благодарение, хвала и поклонение»
5. «Благодать уступчивости (благодать повиновения)»
6. «Благословение или проклятие: тебе выбирать!»
7. «Бог — Автор брачных союзов»
8. «Бог написал сценарий для твоей жизни»
9. «Божий план для твоих денег»
10. «Божье лекарство от отверженности»
11. «Брачный завет»
12. «Будущее Церкви и Израиля»
13. «Враги, с которыми мы сталкиваемся»
14. «Вера, как образ жизни»
15. «Вера, которой жив будешь»
16. «Вехи моей жизни. Уверенность в Божьем избрании»
17. «Влияние через пост и молитву»
18. «Война в небесах»
19. «Входя в Божье присутствие»
20. «Выбор спутника жизни»
21. «Духовная война»
22. «Если Вы желаете самого лучшего Божьего»
23. «Завет»
24. «Защита от обольщения»
25. «Искупление»
26. «Как быть водимым Духом Святым»
27. «Как найти план Божий для своей жизни»
28. «Как правильно поститься»
29. «Как применить Кровь Иисуса»
30. «Как слышать голос Божий»
31. «Ключи христианской жизни»
32. «Крещение в Святом Духе»
33. «Кто позаботится о сиротах, бедных и угнетённых?»
34. «Люцифер разоблачённый»
35. «Мужья и отцы»
36. «Назначение в Иерусалим»
37. «Наш долг Израилю»
38. «Нуждается ли Ваш язык в исцелении?»
39. «Обмен на кресте»
40. «Ожидание Бога»
41. «Они будут изгонять бесов»
42. «Основы учения Христова (Твёрдое основание христианской жизни)»
43. «Отцовство»
44. «Погребение посредством крещения. Крещение в Святом Духе»
45. «Последнее слово на Ближнем Востоке»
46. «Пособие для самостоятельного изучения Библии»
47. «Пророческий путеводитель Последнего Времени»
48. «Путь вверх — путь вниз»
49. «Путь посвящения»
50. «Пятигранное служение»
51. «Расточительная любовь»
52. «Сборник № 1: Первое поприще / Чужой епископ / Колдовство: враг общества № 1»
53. «Сборник № 2: Духовная слепота: причина и лечение/как проверять необычные проявления/Хлебопреломление»
54. «Святость»
55. «Святой Дух в Тебе»
56. «Сила провозглашения»
57. «Сила через слабость»
58. «Совершая течение»
59. «Страницы из книги моей жизни»
60. «Струны арфы Давида»
61. «Судить: Где? Когда? Почему?»
62. «Три послания к израильскому народу»
63. «Уверенность в Божьем избрании»
64. «Хлебопреломление»
65. «Шум в церкви»
66. «Церковь Божья»